# St. Johannes der Täufer (Heimpersdorf)

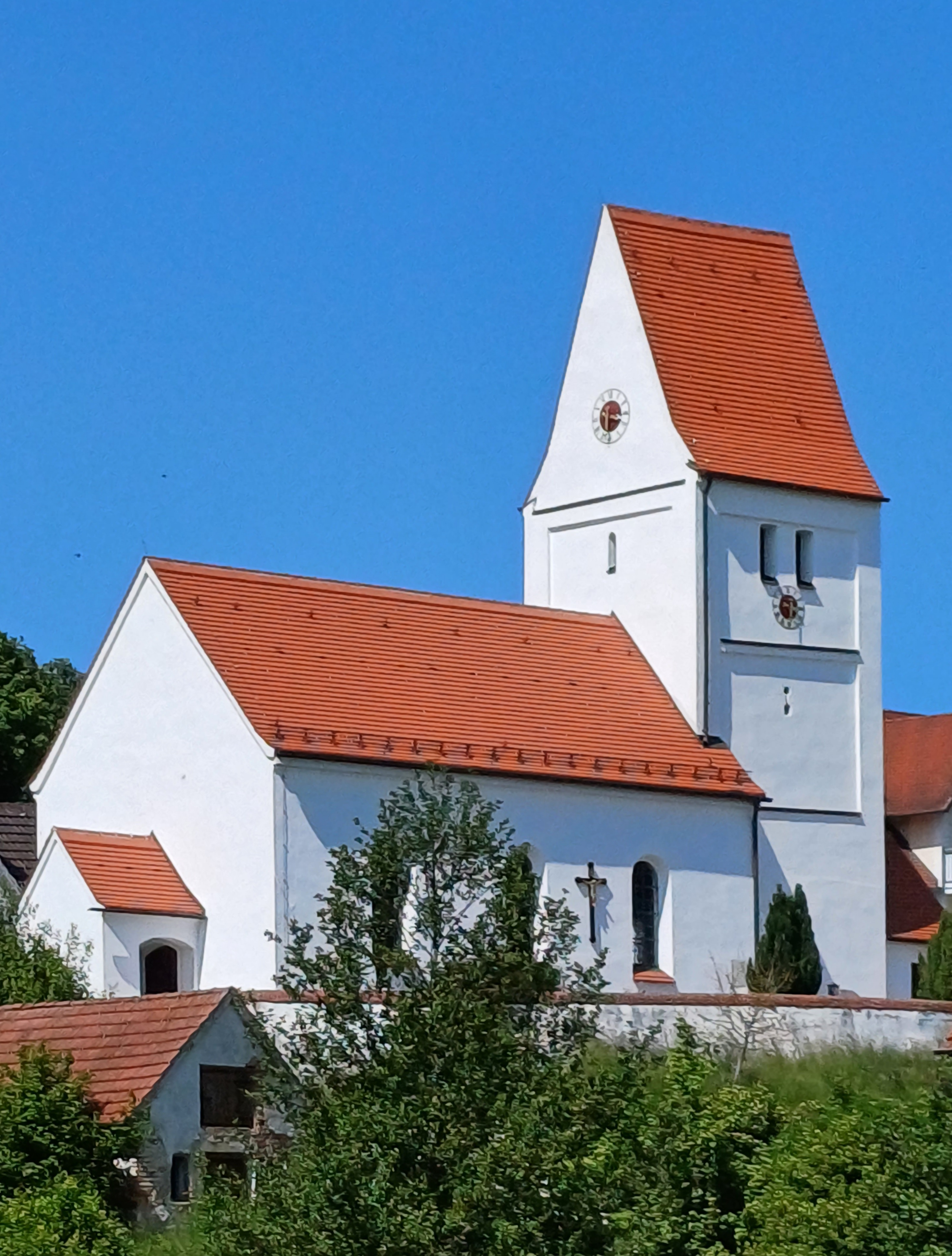
St. Johannes der Täufer in Heimpersdorf

Die römisch-katholische Filialkirche St. Johannes der Täufer steht in Heimpersdorf, einem Gemeindeteil von Baar im schwäbischen Landkreis Aichach-Friedberg von Bayern. Das Bauwerk ist in der Liste der Baudenkmäler in Baar als Baudenkmal unter der Nr. D-7-71-176-2 eingetragen. Die Kirchengemeinde gehört zum Dekanat Aichach-Friedberg des Bistums Augsburg.

## Beschreibung
Die unteren Geschosse des Chorturms im Osten der Saalkirche sind im Kern spätromanisch und wurden am Anfang des 16. Jahrhunderts mit der Ostwand des Langhauses erneuert. Das Langhaus wurde in der 2. Hälfte des 17. Jahrhunderts vollendet. Der Chorturm wurde mit einem Geschoss, das die Turmuhr und den Glockenstuhl beherbergt, aufgestockt und mit einem Satteldach bedeckt. Die Fresken im Langhaus wurden 1981 aus dem alten Langhaus der Pfarrkirche St. Maria Immaculata in Haldenwang übertragen. Der Hochaltar wird von den Statuen des Apostels Andreas und des Johannes des Täufers flankiert. Das Altarretabel hat Johann Georg Bergmüller bemalt. Aus dem 17. Jahrhundert stammt eine Johannisschüssel. Die Orgel wurde 1707 gebaut.